# Політична критика (політичний коментар)
Політична критика, також відома як політичний коментар або політична дискусія, є типом критики, яка є специфічною. Має відношення до політики, включаючи політику в управлінні, політиків, політичні партії та типи правління.